# Joseph Sébastien Servonat
Joseph Sébastien Servonat, né le 17 décembre 1747 à Montseveroux (département de l'Isère), mort dans la même ville le 3 novembre 1836, est un homme politique de la Révolution française. 

## Biographie
Joseph Sébastien Servonat est notaire royal sous l'Ancien Régime.  

### Mandat à la Convention
La monarchie constitutionnelle mise en place par la constitution du 3 septembre 1791 prend fin à l'issue de la journée du 10 août 1792 : les bataillons de fédérés bretons et marseillais et les insurgés des faubourgs de Paris prennent le palais des Tuileries. Louis XVI est suspendu et incarcéré à la tour du Temple.  
En septembre 1792, Joseph Servonat, alors juge de paix à Montseveroux, est élu député du département de l'Isère, le quatrième sur neuf, à la Convention nationale.  
Il siège sur les bancs de la Plaine. Lors du procès de Louis XVI, il vote « la réclusion, et le bannissement à la paix sous peine de mort », et se prononce en faveur de l'appel au peuple et du sursis à l'exécution de la peine. En avril 1793, il est absent lors du scrutin sur la mise en accusation de Jean-Paul Marat. En mai, il vote en faveur du rétablissement de la Commission des Douze. 
Le 19 septembre 1793, Jean Julien (député Montagnard de la Haute-Garonne), membre du Comité de sûreté générale, accuse Servonat et son collègue Mathieu Baudran d'avoir adressé, au conseil général de l'Isère, une lettre hostile aux journées du 31 mai et du 2 juin. Ils ne sont cependant pas décrétés d'arrestation le 3 octobre après le rapport de Jean-Pierre-André Amar. 

### Mandat au Anciens
Sous le Directoire, en vendémiaire an IV (octobre 1795), Joseph Servonat est élu député au Conseil des Anciens. Il est tiré au sort pour rester au Conseil jusqu'en prairial an VI (mai 1798). 